# Senatsplatz (Sankt Petersburg)

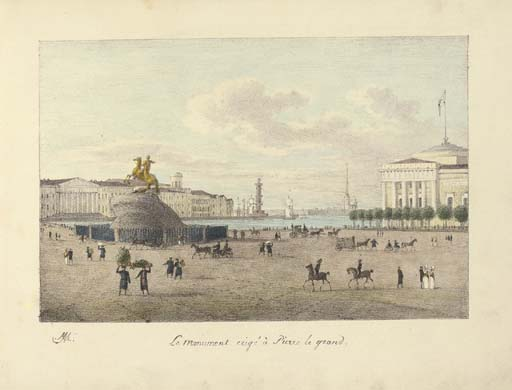
Der Platz in der Darstellung von Andrei Jefimowitsch Martynow (1768–1826)

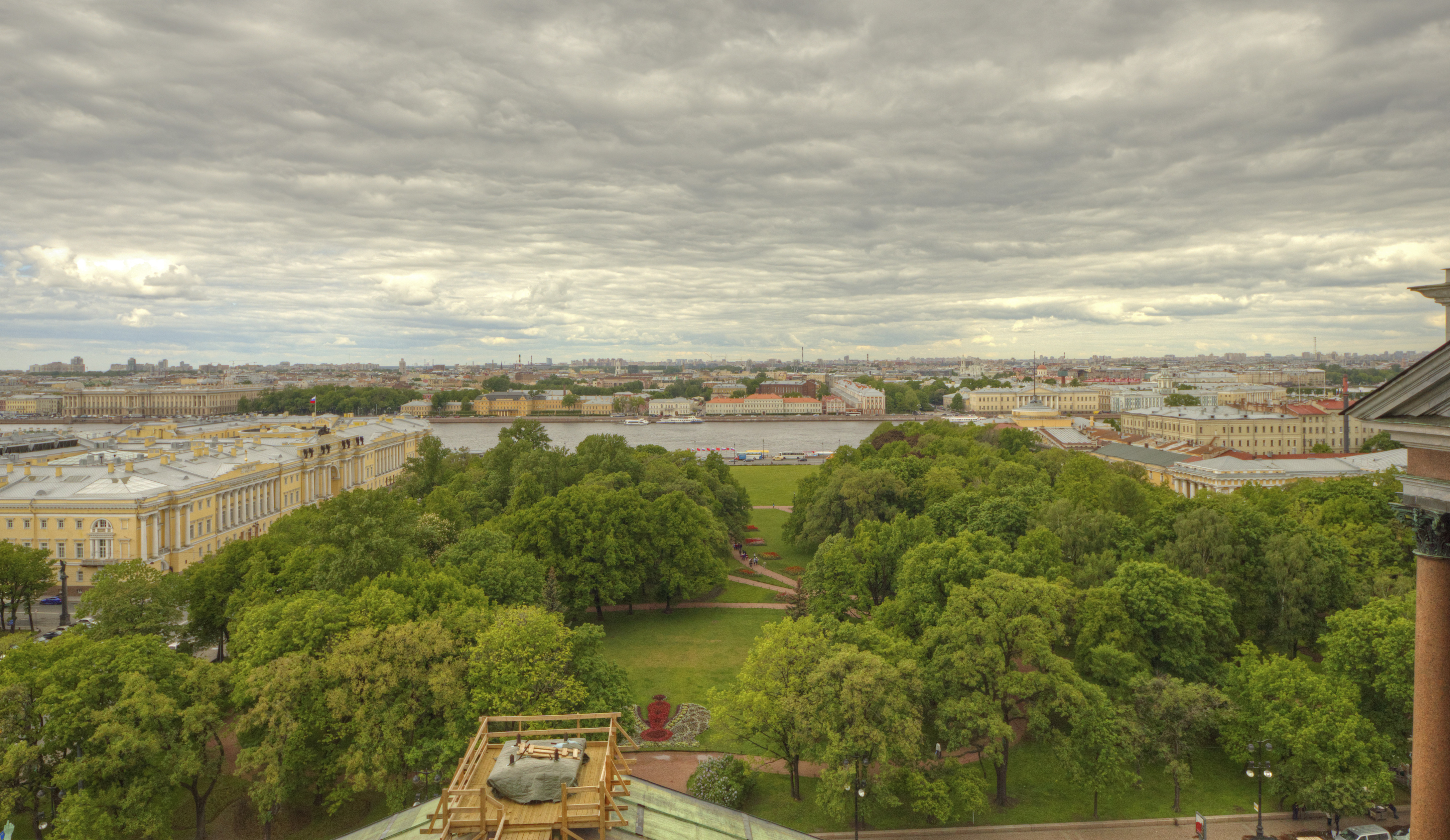
Blick auf den Senatsplatz von der Beobachtungsplattform auf der Kolonnade der Isaakskathedrale

Der Senatsplatz (russisch Сенатская площадь), früher Dekabristenplatz (Площадь Декабристов) und vor 1925 Petersplatz (Петровская площадь), ist ein Platz in Sankt Petersburg am linken Ufer der Großen Newa. In der Nähe befinden sich auch die Isaakskathedrale, die Admiralität und die Reithalle (Manege).
Sein zweiter Name stammt von der Bewegung adliger Revolutionäre, die sich nach dem Vaterländischen Krieg von 1812 bildete, und die sich am 14. Dezemberjul. / 26. Dezember 1825greg. auf dem Platz zum Aufstand versammelte, um den Zaren Nikolaus I. zu stürzen. Der Dekabristenaufstand wurde niedergeschlagen. Im Jahr 1925 wurde er in Dekabristenplatz umbenannt, um an die zurückliegenden Ereignisse zu erinnern.
Der Platz wird im Osten vom Admiralitätsgebäude begrenzt. Im Westen befindet sich der Gebäudekomplex des Senats und des Heiligsten Synods (heute der Sitz des Verfassungsgerichtes Russlands).
Im Zentrum des Platzes steht der berühmte Eherne Reiter, ein bronzenes Reiterstandbild Zar Peter des Großen.
Am 29. Juli 2008 erhielt der Platz seinen ursprünglichen Namen zurück.